# Christine Drazan
Christine Renee Drazan (Klamath Falls, 28 de mayo de 1972) es una política estadounidense que sirvió en la Cámara de Representantes de Oregón por el distrito 39 de 2019 a 2022, como miembro del Partido Republicano. Durante su mandato en la legislatura estatal, se desempeñó como líder de la minoría de 2019 a 2021. Fue la candidata republicana en las elecciones para gobernador de Oregón de 2022.
Drazan nació en Klamath Falls, Oregón, y se educó en Eagle Point High School y en la Universidad George Fox. Durante la década de 1990 trabajó para el presidente de la legislatura estatal Mark Simmons. Fue elegida para la legislatura estatal en las elecciones de 2018 y reelegida en las elecciones de 2020. Durante su mandato como líder de la minoría, se involucró en tácticas dilatorias y de negación de cuórum en un intento de frustrar la legislación patrocinada por los demócratas.

## Temprana edad y educación
Christine Renee Deboy nació de Perrliee y Dale E. Deboy en Klamath Falls, Oregón. Se graduó de Eagle Point High School y de la Universidad George Fox. Trabajó como directora de comunicaciones de Mark Simmons, presidente de la Cámara de Representantes de Oregón, en la década de 1990. Se casó con Daniel Joseph Drazan el 17 de mayo de 1997, con quien tiene tres hijos.

## Carrera profesional

### Cámara de Representantes de Oregón
Bill Kennemer, miembro de la cámara estatal del distrito 39, se retiró durante las elecciones de 2018. Drazan derrotó a John Lee, Seth Rydmark y Ken Kraft por la nominación republicana y derrotó a la candidata demócrata Elizabeth Graser-Lindsey en las elecciones generales. Derrotó a la candidata demócrata Tessah Danel y al candidato libertario Kenny Sernach en las elecciones de 2020.
Durante el mandato de Drazan en la casa estatal, sirvió en el comité judicial. Drazan fue seleccionada para reemplazar a Carl Wilson como líder de la minoría el 16 de septiembre de 2019 y sirvió hasta que fue reemplazada por Vikki Breese-Iverson el 30 de noviembre de 2021.
Durante su tiempo como líder de la minoría, los republicanos se negaron a asistir a las reuniones legislativas para negar un cuórum para que no se pudiera aprobar la legislación. Drazan participó en estas denegaciones de cuórum y abandonó el estado. También forzó las lecturas de la totalidad de la legislación como táctica dilatoria. Fue nombrada miembro del comité de seis miembros para rediseñar los distritos después del censo de Estados Unidos de 2020 con representación equitativa de los partidos demócrata y republicano como un compromiso creado para que los republicanos dejen de usar tácticas dilatorias contra la legislación. La presidenta de la Cámara, Tina Kotek, luego revocó su decisión y restauró la mayoría demócrata en el comité que redibujaba los distritos del Congreso. Hizo una moción para que Kotek fuera censurada debido a esto, pero fracasó con treinta y tres representantes votando en contra y catorce votando a favor.

### Campaña para Gobernador
Uno de los asistentes de Drazan declaró el 23 de noviembre de 2021 que se postularía para la nominación republicana en las elecciones para gobernador de 2022. Anunció su campaña el 4 de enero de 2022 y renunció a la casa estatal el 31 de enero, donde James Hieb ocupó su puesto. Trey Rosser es su director de campaña. Ganó en las primarias republicanas contra otros dieciocho candidatos con el 23% de los votos. Durante 2022 su campaña recaudó $2.101.788,27 y gastó $2.542.604,18.

## Posiciones políticas
Drazan se opuso a la legislación sobre comercio de emisiones en 2020 y exigió un referéndum sobre la legislación. Ella apoya el uso de una comisión independiente de redistribución de distritos para rediseñar distritos. Se opuso a un mandato de vacunación contra el COVID-19 . Drazan se opone a permitir que los atletas transgénero participen en eventos deportivos específicos de género. Recibió una puntuación de por vida del 20% de la Liga de Votantes por la Conservación de Oregón. Recibió el respaldo de Oregon Right to Life durante las elecciones de 2022.